# Heinrich Baab
Heinrich Baab (27 de julho de 1908 - 23 de maio de 2001) foi secretário e chefe da Gestapo de Frankfurt na estação Lindenstraße. A Gestapo (Polícia Secreta do Estado) foi a polícia secreta oficial da Alemanha nazista e da Europa ocupada pelos alemães. 

## Biografia
Após o fim da guerra na Europa, Heinrich Baab foi condenado à prisão perpétua em março de 1950 por seu envolvimento na Solução Final como chefe da Divisão IIB2. Ele foi preso de 1948 a 1973. Em 6 de abril de 1950, ele foi condenado pelo assassinato de 55 judeus de 1938 a 1943 e pela tentativa de assassinato de 21 judeus, bem como por maus-tratos a 29 prisioneiros judeus em Frankfurt. Seu julgamento durou cinco semanas, com 157 testemunhas, incluindo algumas de suas vítimas. Heinrich Baab enviou muitos dos judeus de Frankfurt para campos da estação ferroviária. O supervisor de Baab na estação Lindenstrasse era Oswald Poche. Antes de ingressar na polícia em 1928 em Stettin, Baab era serralheiro. O número de membro da SS de Heinrich Baab era 306631 e seu número no Partido Nazista era 1346669.

Hermann Schramm, um tenor alemão que cantava na Ópera de Frankfurt, foi testemunha da prisão de uma judia apanhada com uma passagem de bonde na bolsa - evidência de que ela usava transporte público. Schramm tentou intervir e foi repetidamente atingido no rosto por Baab, mas não recuou. Hermann Schramm testemunhou contra Baab em seu julgamento.
O julgamento de Baab em Frankfurt foi descrito pela jornalista americana Kay Boyle em um artigo no The New Yorker, mais tarde também publicado como uma introdução à sua coleção de histórias The Smoking Mountain.
Baab cumpriu sua pena na prisão de Butzbach. Em petições de clemência, ele se retratou como uma vítima que havia sido apanhada no Holocausto e era apenas um perpetrador menor. Em 1972, Baab recebeu clemência e foi libertado da prisão. Ele morreu em 2001.